# يوسف الشمالي
يوسف محمود علي الشمالي (21 أيلول 1968 في أربد) سياسي واقتصادي أردني يشغل منصبي وزير الصناعة والتجارة والتموين منذ 11 تشرين الأول 2021 ووزير العمل منذ 27 تشرين الأول 2022 في حكومة بشر الخصاونة. قبل ذلك شغل منصب وزير العمل في نفس الحكومة من 29 آذار إلى 11 تشرين الأول 2021.
يحمل شهادة البكالوريوس في العلوم مالية ومصرفية جامعة اليرموك.

## الخبرات العملية
المؤهلات العلمية: بكالوريوس علوم مالية ومصرفية فرعي اقتصاد (1991-1994)  جامعة اليرموك/الأردن
- وزيرا للعمل 29/03/2021 – 10/10/2021
- أمين عام وزارة الصناعة والتجارة والتموين منذ 11/6/2015 – 29/3/2021)
- مدير عام مؤسسة المواصفات والمقاييس بالوكالة
- مدير التنمية الصناعية (11/1/2015-لغاية 11/6/2015) وزارة الصناعة والتجارة والتموين
- مدير السياسات والعلاقات التجارية الخارجية (16/5/2010 ولغاية 10/1/2015) وزارة الصناعة والتجارة والتموين
- مساعد مدير السياسات والعلاقات التجارية الخارجية (1/10/2006 ولغاية 15/5/2010) وزارة الصناعة والتجارة والتموين
- رئيس قسم العلاقات الأمريكية والاوروبية (1/10/2005 – 30/9/2006) وزارة الصناعة والتجارة والتموين مديرية السياسات والعلاقات التجارية الخارجية
- باحث اقتصادي (23/9/2002-30/9/2005)
- وزارة الصناعة والتجارة والتموين مديرية السياسات والعلاقات التجارية الخارجية
- اداري (1/3/1995-20/9/2002) شركة الهلال الخصيب لإنتاج الادوية البيطرية والزراعية